# Cricket Cola
Cricket Cola is een Amerikaanse frisdrank die wordt gemaakt van kolanoot en groene thee. De drank is ontwikkeld door John en Mary Heron uit de plaats Potomac, Maryland en wordt geproduceerd in San Francisco, Californië.
In tegenstelling tot de meeste colamerken gebruiken de makers van Cricket Cola geen fosforzuur en geen fructosestroop. De groene thee wordt toegevoegd ter vervanging van kunstmatig geproduceerde cafeïne.
Cricket Cola is een van de weinige Amerikaanse merken die worden geproduceerd door een microbrouwerij. Er bestaan twee varianten, namelijk regular en light. Cricket Cola is beperkt verkrijgbaar op verschillende plaatsen in de Verenigde Staten, en in vestigingen van Starbucks in de Canadese provincie Brits-Columbia.